# マルセル・フグ
マルセル・フグ（Marcel Eric Hug,1986年1月16日- ）は、スイスの車いす陸上競技選手。

## 人物
1986年にスイスのトゥールガウ州のプフィンに、4人兄弟の末っ子として生まれる。出生時から二分脊椎症のため、車椅子の生活となる。
1996年、10歳で初めてジュニアレースに出場し、車椅子陸上競技を始める。2001年から2003年にはトゥールガウ・スポーツスクール（現・トゥールガウ・国立エリートスポーツスクール）に在学し、2004年から2008年までルツェルンのタレントスクールに在学する。
2004年のアテネパラリンピックにスイス代表選手として出場し、800mと1500mで銅メダルを獲得し、スイススポーツアワードで新人賞を受賞する。2010年からプロスポーツ選手として活躍する。2018年には「スポーツ界のアカデミー賞」とも言われるローレウス世界スポーツ賞の2017年の年間最優秀障害者選手賞を受賞した。
競技で身に着ける銀色のヘルメットから「スイスの銀色の弾丸」との愛称を持つ。
日本で行われた大会では、大分国際車いすマラソン（フルマラソン T34／53／54）で、2021年までに9回優勝（第30回（2010年）～第35回（2015年）及び第38回（2018年）～第40回（2021年））している。特に2021年大会では1時間17分47秒の世界新記録を樹立した。
また、2019年には東京マラソン（車いす男子）で優勝した。

## パラリンピックでの結果
2004年 アテネパラリンピック4x400mリレー、400m、800m、1500m、5000mに参加し、800mと1500mで銅メダルを獲得した。
2008年 北京パラリンピック400m、800m、1500m、5000mとマラソンに参加したが、メダルを獲得することはできなかった。
2012年 ロンドンパラリンピック400m、800m、1500m、5000mとマラソンに出場し、800mとマラソンにおいて銀メダルを獲得した。
2016年 リオデジャネイロパラリンピック800m、1500m、5000mとマラソンに出場し、800mとマラソンで金メダル、1500mと5000mで銀メダルを獲得した。
2020年 東京パラリンピック（2021年開催）800m、1500m、5000mとマラソンに出場し、出場全競技で金メダルを獲得した。（1500mは世界新記録）